# De ziel verbreekt de banden die haar aan de aarde binden
De ziel verbreekt de banden die haar aan de aarde binden (Frans: L'Âme brisant les liens qui l'attachent à la terre) is een schilderij van Pierre-Paul Prud'hon dat hij tussen 1821 en zijn dood in 1823 maakte. Sinds 2019 maakt het deel uit van de collectie van het Louvre in Parijs.

## Geschiedenis
In 1821 had Constance Mayer, Prud'hons assistente en geliefde, haar keel doorgesneden met een scheermes van de schilder. Prud'hon voelde zich hier schuldig over, omdat zijn weigering haar te trouwen, had bijgedragen aan het ontstaan van de depressie die tot de zelfmoord had geleid. De ziel verbreekt de banden die haar aan de aarde binden wordt vaak geïnterpreteerd als een originele en inventieve weerspiegeling van de gemoedstoestand van de schilder. Mogelijk is het idee voor het schilderij echter al voor Mayers dood ontstaan.
Na de dood van de schilder werd het werk verkocht aan zijn leerling Pierre-Félix Trézel. Later kwam het in bezit van de schilders Eugène Devéria en François-Martial Marcille, in wiens familie het ongeveer 150 jaar bleef. Het schilderij werd op 19 mei 2018 uitgeroepen tot nationaal erfgoed en in november 2019 door de Vereniging van Vrienden van het Louvre geschonken aan het museum.

## Voorstelling
Dit allegorische schilderij toont de ziel van een overledene die naar de hemel vliegt, terwijl een straal goddelijk licht haar verlicht. De ziel heeft de gedaante van een vrouwelijke engel met uitgestrekte armen, haar lichaam slechts gedeeltelijk bedekt door een wapperende witte sluier. Deze iconografie is afkomstig uit de Romeinse begrafeniskunst en was tot de renaissance populair, om daarna bijna geheel te verdwijnen.
Er zijn voorbereidende tekeningen en een olieverfschets waarin de benen van de engel bedekt zijn met een rode sluier. Op de uiteindelijke compositie schilderde Prud'hon deze rode doek rechtsonder. Dit staat symbool voor het fysieke lichaam dat op aarde achterblijft, gekweld door de lelijkheid en vergankelijkheid van het aardse leven, weergegeven als een rots waar de golven tegenaan beuken en een slang.   
De hemelvaart van de jonge vrouw doet denken aan De ontvoering van Psyche, een mythologisch schilderij dat eerder door Prud'hon werd geschilderd. Op De ziel verbreekt de banden die haar aan de aarde binden heeft de christelijke symboliek de overhand. Prud'hon liet zich echter ook inspireren door werken met een triomferende figuur van de Overwinning, die door zeventiende-eeuwse Italiaanse meesters zoals Guido Reni gemaakt werden en navolging vonden in het neoclassicisme. De gracieuze figuren, koele huidtinten en heldere lichteffecten zijn ook in Prud'hons werk terug te vinden. Het werk is een hoogtepunt van Prud'hons beheersing van het vrouwelijke naakt. Het tracht de ziel tastbaar te maken, een paradoxale onderneming die de grenzen van het materiële overstijgt.  

## Afbeeldingen

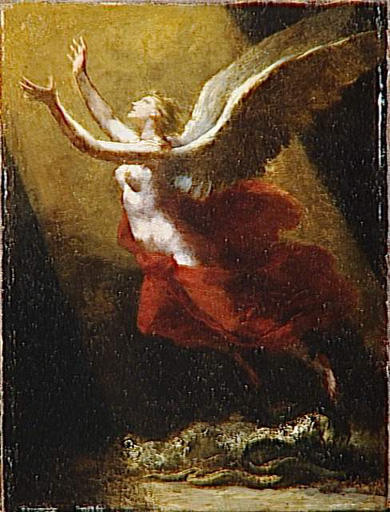
Voorbereidende studie
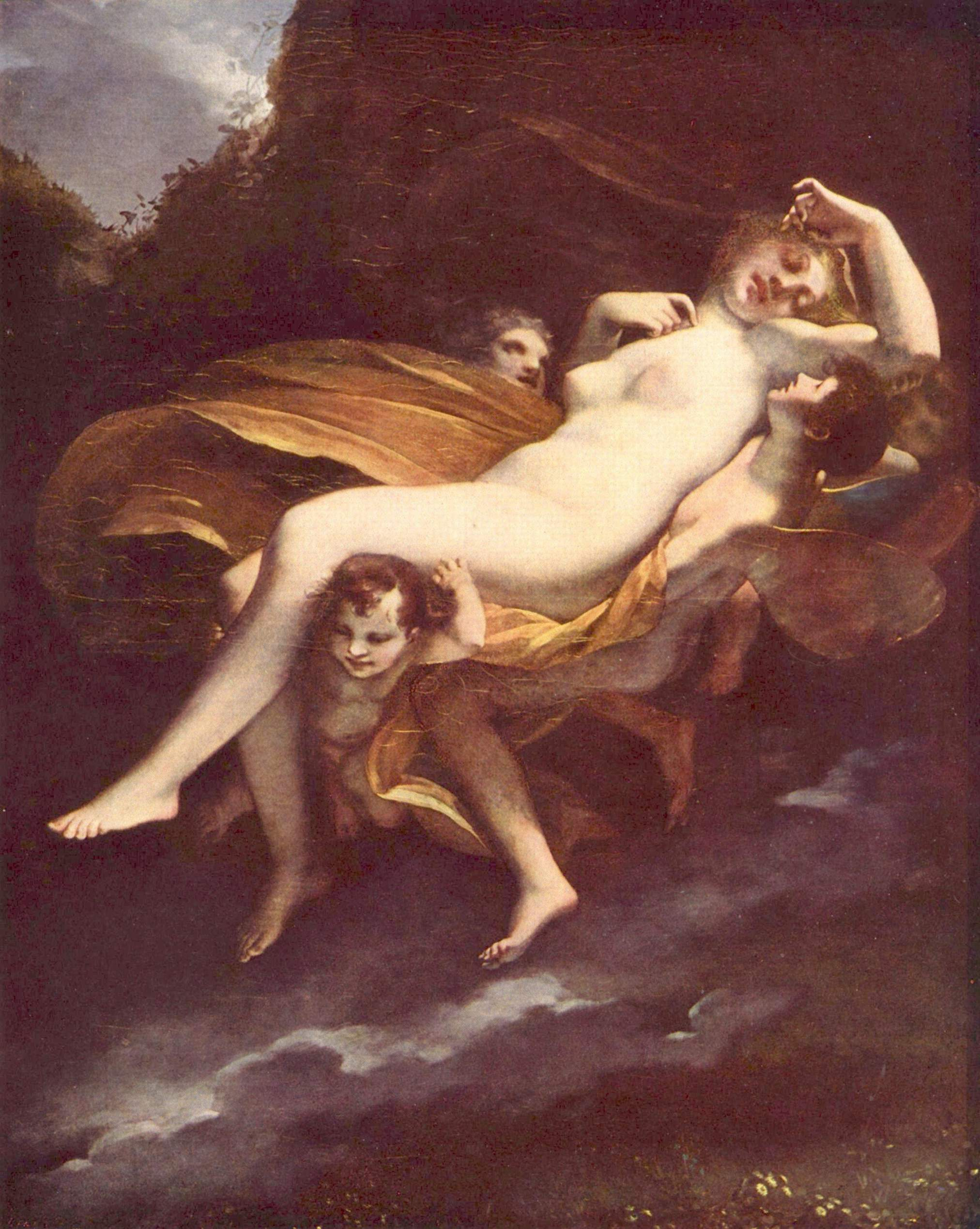
De ontvoering van Psyche